# Bruneixenus reidi
Bruneixenus reidi är en skalbaggsart som beskrevs av Henry Fuller Howden och Ross Storey 2000. Bruneixenus reidi ingår i släktet Bruneixenus och familjen Aphodiidae. Inga underarter finns listade.